# ۱۶۷ (میلادی)
۱۶۷ (میلادی) صد و شصت و هفتمین سال تقویم میلادی است.

## زادگان
- شانگ فی، ژنرال امپراتوری شو

## درگذشتگان
- آنیستوس، از پاپ‌های کلیسای کاتولیک رم.

‎